# Euro Hockey Tour
Pour les articles homonymes, voir EHT.
L'Euro Hockey Tour (EHT) est un tournoi annuel de hockey sur glace ouvert uniquement aux équipes nationales de Finlande, République tchèque, Suède et Suisse. Cette dernière remplace la Russie depuis le printemps 2022 et l'invasion de l'Ukraine.
La plupart des équipes utilisent cette compétition pour préparer les joueurs les moins expérimentés en vue des championnats du monde et des Jeux olympiques.

## Format de la compétition
Jusqu'en 2014, l'EHT consiste en quatre tournois : les Czech Hockey Games en République tchèque, le Tournoi Karjala en Finlande, la Coupe Pervi Kanal en Russie et les Oddset Hockey Games en Suède. Après avoir participé à ces quatre épreuves, les équipes sont classées en fonction de l'addition des points obtenus lors des quatre épreuves. De 2003 à 2007, des finales sont disputées pour déterminer le classement final. À partir de la saison 2014-2015, seuls les tournois finlandais et russe sont organisés. Les deux autres événements sont remplacés par trois week-ends au cours desquels chaque équipe joue deux rencontres contre un même adversaire.
Dans chaque tournoi, cinq matchs sont joués dans la ville hôte, et un chez un autre pays participant. Chaque pays a un match à l'extérieur et un à la maison parmi ces matchs.
Par exemple, en 2007, le match Suède-Russie de la Coupe Karjala s'est joué en Suède à Jönköping, au lieu de se dérouler en Finlande.

## Équipes participantes
Seules quatre équipes européennes participent à l'EHT :
- Finlande
- Tchéquie
- Russie
- Suède.

## Palmarès
| Saison    | Vainqueur | Deuxième | Troisième |
| --------- | --------- | -------- | --------- |
| 1996-1997 | Finlande  | Suède    | Russie    |
| 1997-1998 | Tchéquie  | Suède    | Finlande  |
| 1998-1999 | Suède     | Finlande | Tchéquie  |
| 1999-2000 | Finlande  | Tchéquie | Russie    |
| 2000-2001 | Finlande  | Russie   | Suède     |
| 2001-2002 | Finlande  | Russie   | Suède     |
| 2002-2003 | Finlande  | Russie   | Tchéquie  |
| 2003-2004 | Finlande  | Suède    | Russie    |
| 2004-2005 | Russie    | Suède    | Finlande  |
| 2005-2006 | Russie    | Suède    | Finlande  |
| 2006-2007 | Suède     | Russie   | Tchéquie  |
| 2007-2008 | Russie    | Finlande | Tchéquie  |
| 2008-2009 | Russie    | Finlande | Suède     |
| 2009-2010 | Finlande  | Russie   | Tchéquie  |
| 2010-2011 | Russie    | Suède    | Finlande  |
| 2011-2012 | Tchéquie  | Finlande | Russie    |
| 2012-2013 | Russie    | Tchéquie | Finlande  |
| 2013-2014 | Finlande  | Russie   | Tchéquie  |
| 2014-2015 | Suède     | Finlande | Tchéquie  |
| 2015-2016 | Suède     | Finlande | Tchéquie  |
| 2016-2017 | Russie    | Tchéquie | Finlande  |
| 2017-2018 | Finlande  | Tchéquie | Russie    |
| 2018-2019 | Russie    | Finlande | Suède     |
| 2019-2020 | Tchéquie  | Suède    | Finlande  |
| 2020-2021 | Russie    | Tchéquie | Suède     |